# Държавен архив на Северна Македония – Отделение Скопие
Държавният архив на Северна Македония – Отделение Скопие (на македонска литературна норма: Државен Архив на Република Македонија – Одделение Скопје) е подразделение на Държавния архив на Северна Македония. Териториалният обхват на архива обхваща Скопие и неговите околности с общините: Гази Баба, Гьорче Петров, Карпош, Център, Кисела вода, Аеродрум, Бутел, Чаир, Шуто Оризари, Арачиново, Студеничани, Зелениково, Петровец, Илинден, Сопище, Сарай и Чучер Сандево.

## История
Архивът в Скопие е подразделение на Държавния архив на Северна Македония. Намира се на ул. „Московска“ № 1 в Скопие. Непосредствено след създаването на архива през 1951 г. Народният съвет на Скопие през 1952 г. обявява решение за основаване на Държавен архив с обхват територията на народния комитет на град Скопие и Скопска околия, който започва организираната защита на архивния материал. Името Околийски историческия архив – Скопие, което име носи подразделението от края на 1953 г. се променя на Исторически архив – Скопие. От 1974 г. функционира като Архив на Скопие – Скопие, а от 1990 г. се трансформира като организационна единица на единствената административна организация Архив на Македония. От 2000 г. подразделението в Скопие продължава да работи като „Държавен архив на Република Македония – отделение Скопие“ без промяна на териториалния обхват.

## Работа на подразделението
Работи с 220 притежатели на архивни материали.
Подразделението в Скопие има в своята сграда лаборатория за микрофилми с апаратура за снимане на 35 mm филм и микрофиши. Покрай основната функция има развита и издателска дейност, ориентирана към историята на Скопие и Скопско с редица издадени монографии за известни революционери: „Светли ликови од револуционерното минато на Скопје“, „Мемоари“, „Монографии“.

## По-важни фондове
Подразделението разполага с 675 фондове и 10 колекции. Между по-важните фондове са:
- „Градска управа на общината на град Скопие“ (1918 – 1941 година);
- „Народноосвободителни и народни комитети на град Скопие“ (1944 – 1953);
- фондовете за просветните, културните и научните институции, за периода 1919 – 1980 година;
- фондовете за търговските производствени предприятия, за периода от 1919 – 1990 година;
- фондовете на Православната църква (1919 – 1946), които се отнасят до парохиите, църквите и манастирите и фондовете на ислямската религиозна общност – вакъфи и имамати.

Много ценна е колекцията от над 30 000 снимки на Скопие и околностите му, създадена в периода 1928 – 1983 г. С особено внимание са събрани снимките от Скопското земетресение през 1963 г. и изграждането на града след него.
Като признание за постигнатите резултати в областта на културата и за успешната работа в областта на архивите, подразделението е носител на множество награди.

## Сграда
Сградата на архива, построена в 1968 година е обявена е за паметник на културата.